# Bafaquan
Il Bafaquan (八法拳, "pugilato degli otto metodi") è un sistema di arti marziali cinesi sviluppato da Li Demao (李德茂) durante l'epoca della dinastia Qing. Esso include tecniche di fanziquan, paochui, tantui, tongbeiquan, xingyiquan.
Il sistema si basa su otto metodi ("bafa" 八法): 
1. Lan (攔, bloccare, intercettare, ostruire);
2. Na (拿, prendere, afferrare, catturare);
3. Zha (扎, introdursi, infilarsi, pungere);
4. Beng (崩, esplodere, schiantarsi);
5. Tuo (托, sostenere, appoggiare, tenere sul palmo);
6. Dou (抖, scuotere, scoprire);
7. Pi (劈, dividere, spaccare, spezzare);
8. Chan (纏, attorcigliare, avvolgere).

Da una forma a mano nuda si sviluppa un esercizio in coppia (duilian), poi si studiano le armi quali dao, qiang e jian. La "bafaqiang" (八法枪), utilizza una daqiang (大枪, "grande lancia") ed è una specialità di questo sistema. Questa tecnica di utilizzo della lancia appare circa nel 1909 e riunisce yuejiaqiang (岳家枪, "lancia della famiglia Yue"), lihuaqiang (梨花枪, "lancia del fiore di pero") e liuheqiang (六合枪, "lancia delle sei coordinazioni") e gli "otto metodi ("bafa") sopra citati.
Il bafaquan è popolare nella provincia di Shanxi, in particolare nella città di Datong, nella Mongolia Interna (Nei Menggu, 内蒙古)

### VCD e DVD
- Wu Shijun 武世俊 , "Bafa Quan八法拳", Guangzhou Beauty Culture Communication Co.Ltd, 2006, ASIN B000LP525C
- Wu Shijun武世俊, "Pair Practice of Bafa Quan 八法拳实战对练", Guangzhou Beauty Culture Communication Co.Ltd, 2006, ASIN B000LP523Y
- Wu Shijun武世俊, "Eight Technique Big Spear and Its Combat Skills", Guangzhou Beauty Culture Communication Co.Ltd, 2006, ASIN B000LP5252